# Arabsat 6A
Arabsat 6A — геостационарный спутник связи, принадлежащий спутниковому оператору из Саудовской Аравии, компании Arabsat. Предназначен для обеспечения широкополосного интернета, теле- и радиовещания, мобильной связи и других телекоммуникационных услуг для Среднего Востока, Африки и Европы.
Arabsat 6A — один из двух спутников, созданных по программе Arabsat-6G, другим спутником является Hellas Sat 4/SaudiGeoSat-1, запущенный в феврале 2019 года.
Аппарат построен на базе космической платформы A2100 американской компанией Lockheed Martin, контракт на создание спутника был подписан в апреле 2015 года. Стартовая масса спутника составляет 6465 кг. Ожидаемый срок службы — не менее 15 лет.
На спутник установлено оборудование Ka- и Ku-диапазона для покрытия Среднего Востока, Северной Африки и Южной Европы. Оборудование C-диапазона будет покрывать территорию от Северной Европы до Южной Африки, а также Центральную Азию.
Спутник будет располагаться на орбитальной позиции 30,5° восточной долготы, вместе с другим спутником компании, Arabsat-5A, который был запущен в 2010 году.
Контракт со SpaceX на запуск спутника Arabsat 6A с помощью тяжёлой ракеты-носителя Falcon Heavy был подписан в апреле 2015 года.
В феврале 2018 года компания-производитель сообщила о завершении постройки спутника и начале серии испытаний в процессе подготовки его к запуску
Arabsat 6A запущен 11 апреля 2019 года в 22:35 UTC ракетой-носителем Falcon Heavy, со стартового комплекса LC-39A в Космическом центре Кеннеди. Спустя 34 минуты после старта, спутник выведен на суперсинхронную геопереходную орбиту 321 × 89 808 км, наклонением 23°. По словам CEO компании Arabsat, предварительные расчёты показывают, такая орбита позволит спутнику достичь геостационарной орбиты всего за 16-17 дней и продлить срок его службы до 18-20 лет за счёт экономии топлива.

Это первый коммерческий запуск этой ракеты, а также первый запуск ракеты с оборудованием версии Block 5. Впервые выполнена посадка всех трёх ступеней: боковых ускорителей на площадки Посадочной зоны 1 и 2 на мысе Канаверал и центрального блока первой ступени на платформу «Of Course I Still Love You», расположенную в Атлантическом океане, в 990 км от места запуска.

## Фотогалерея

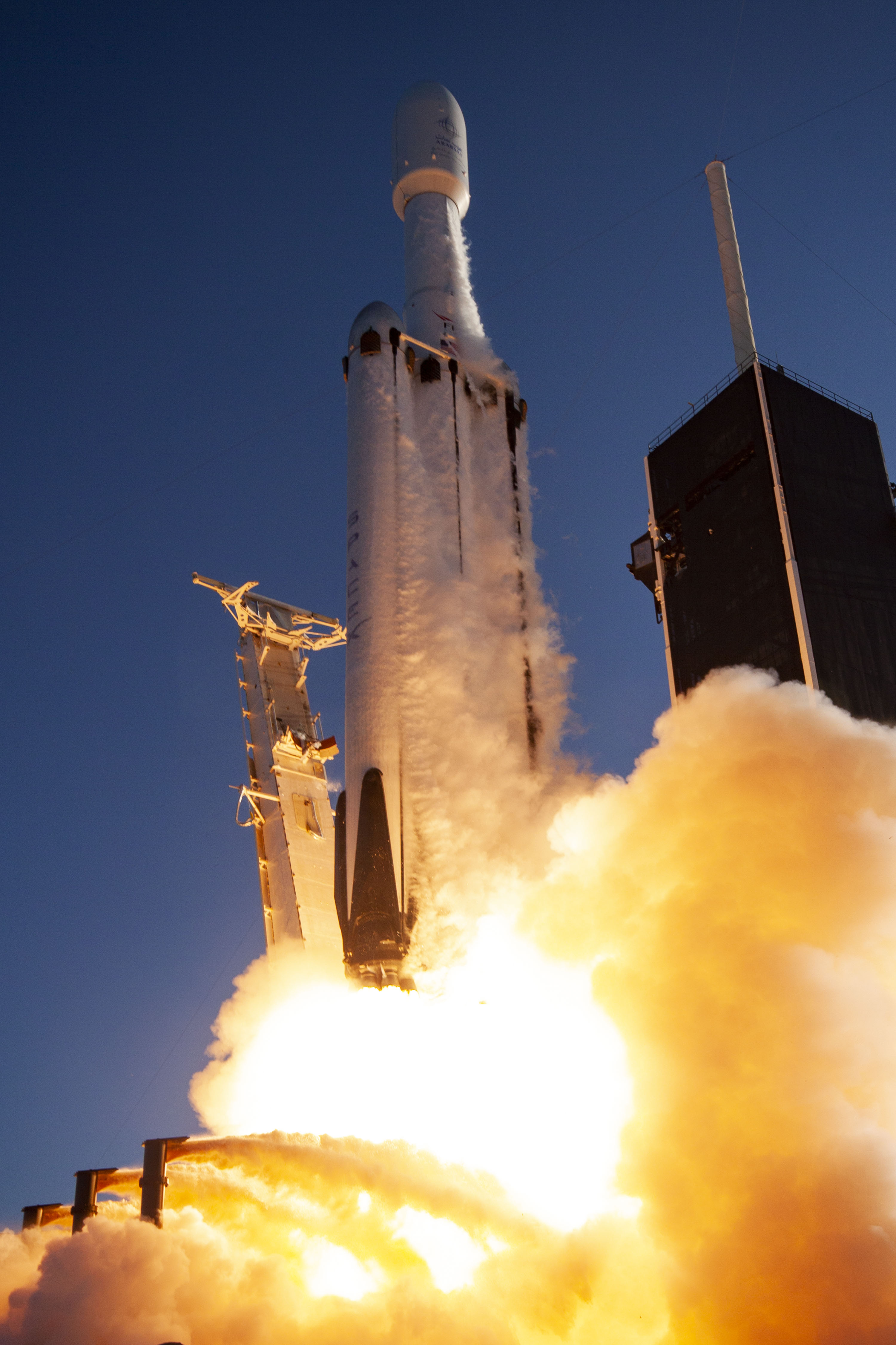
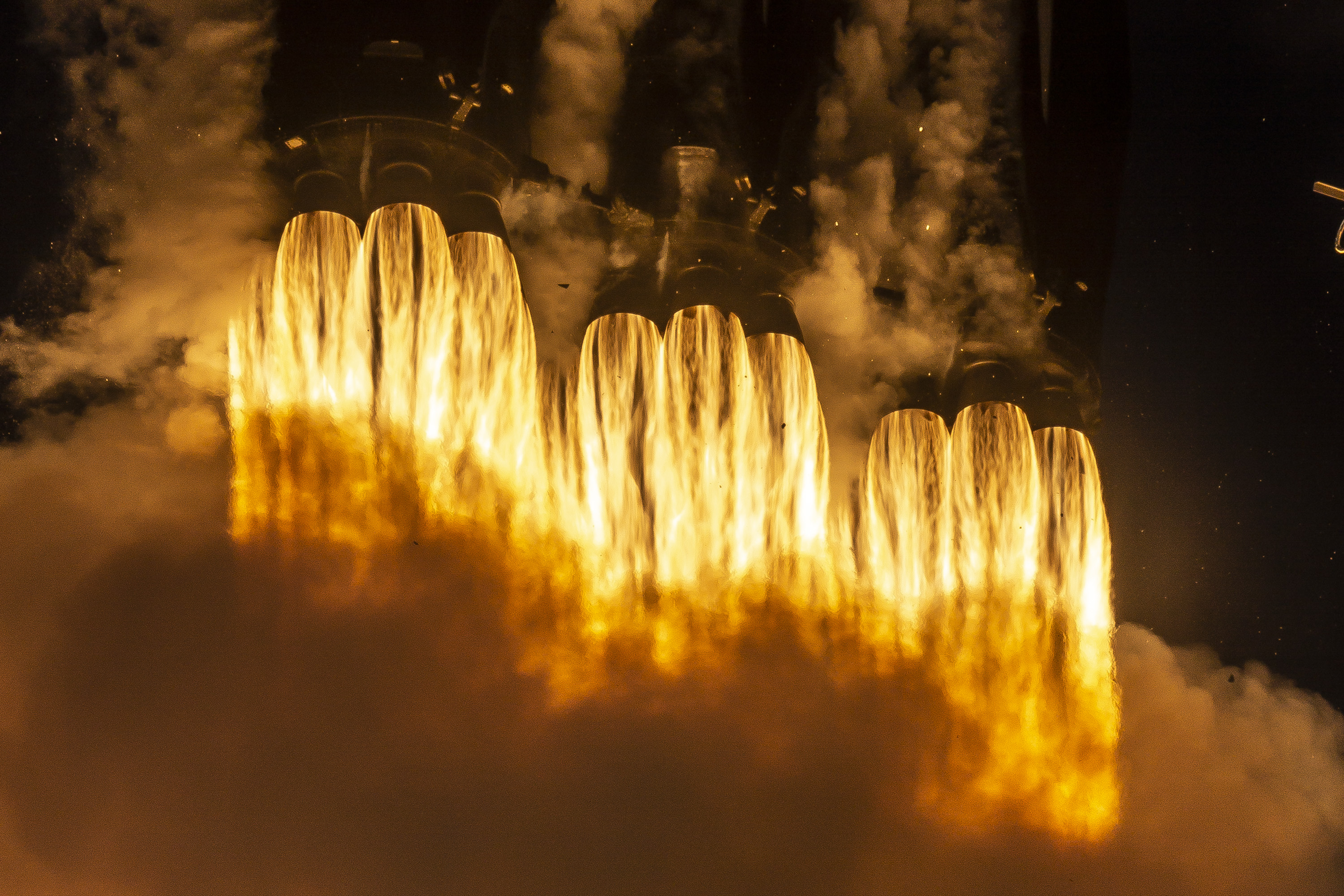
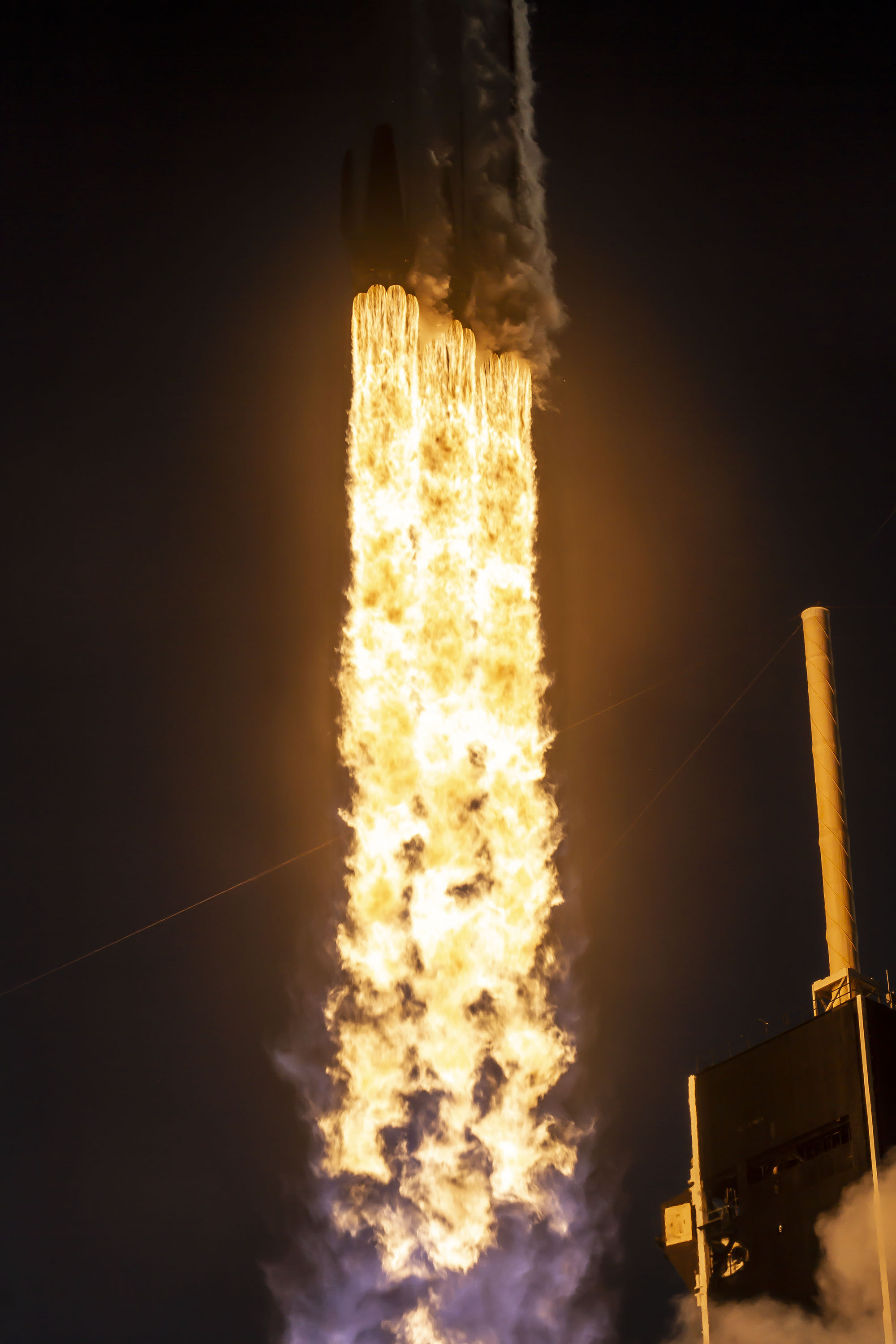

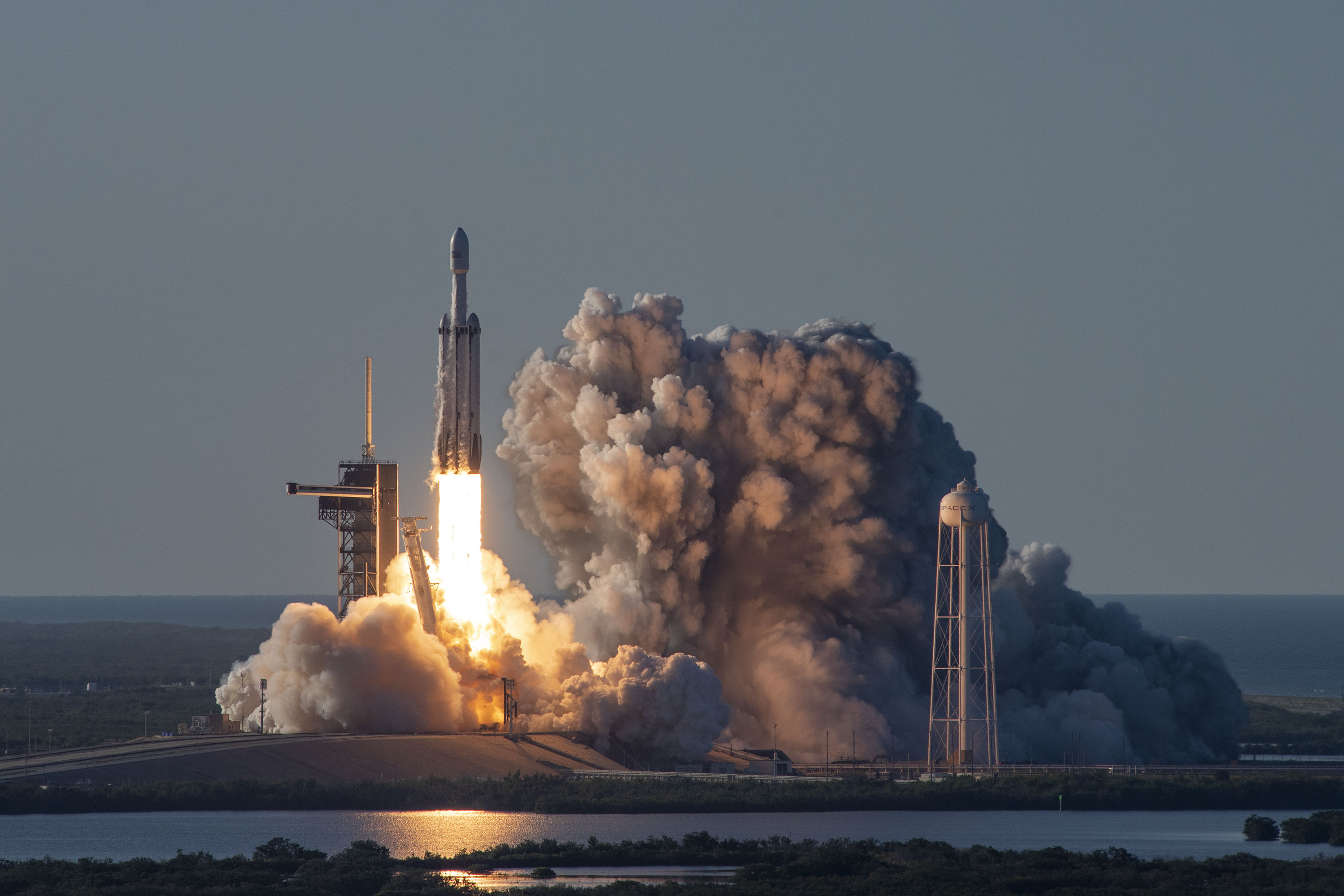
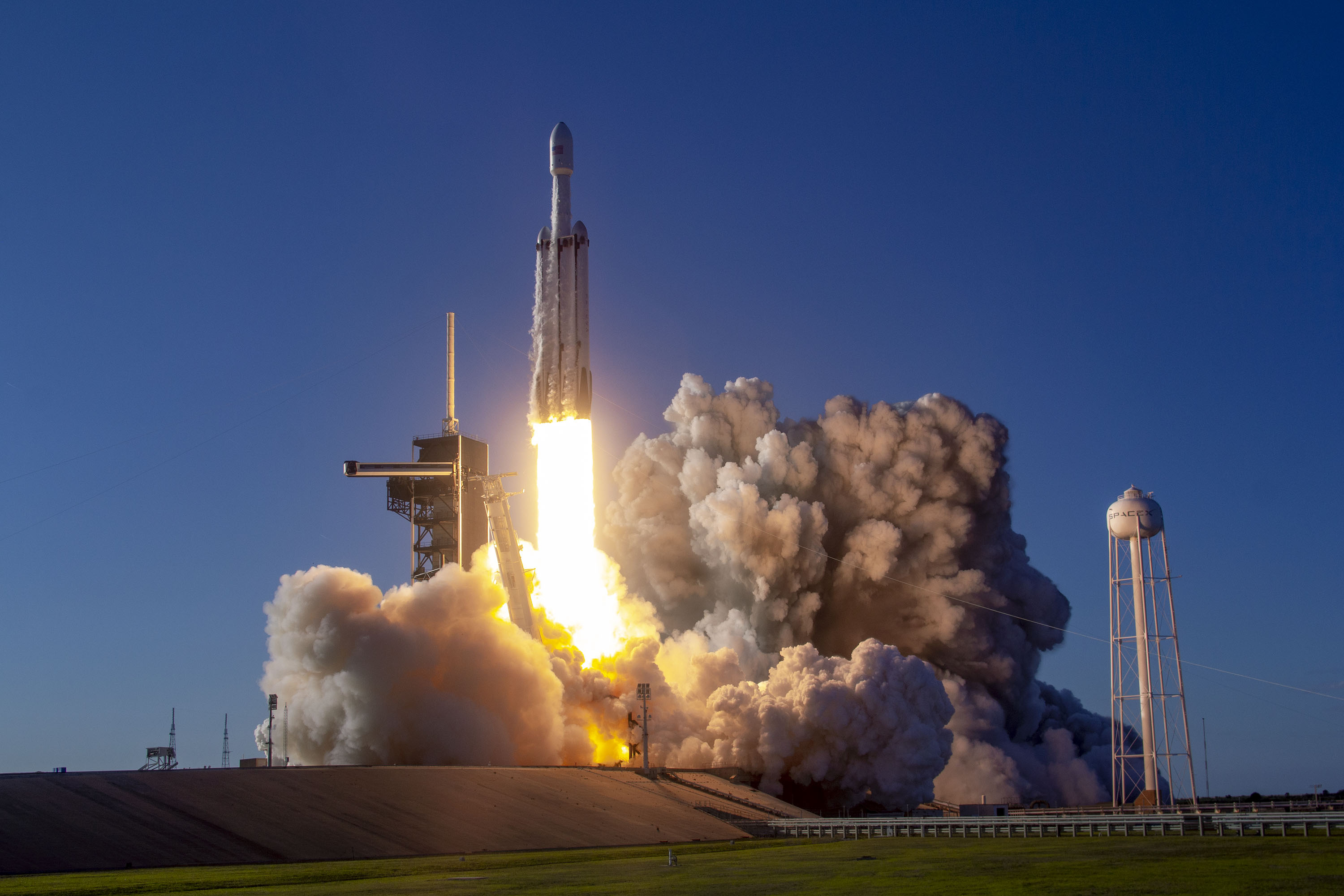
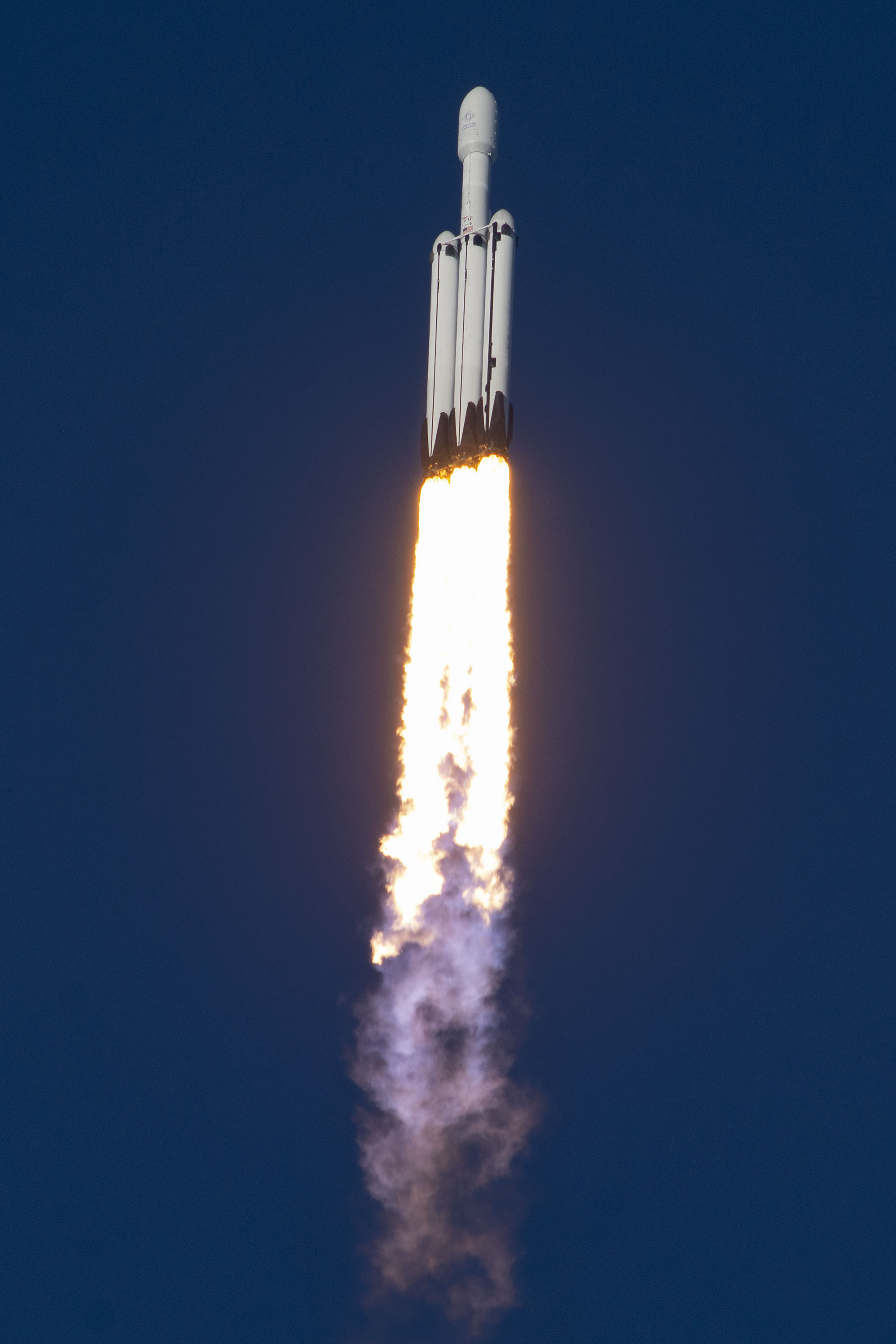

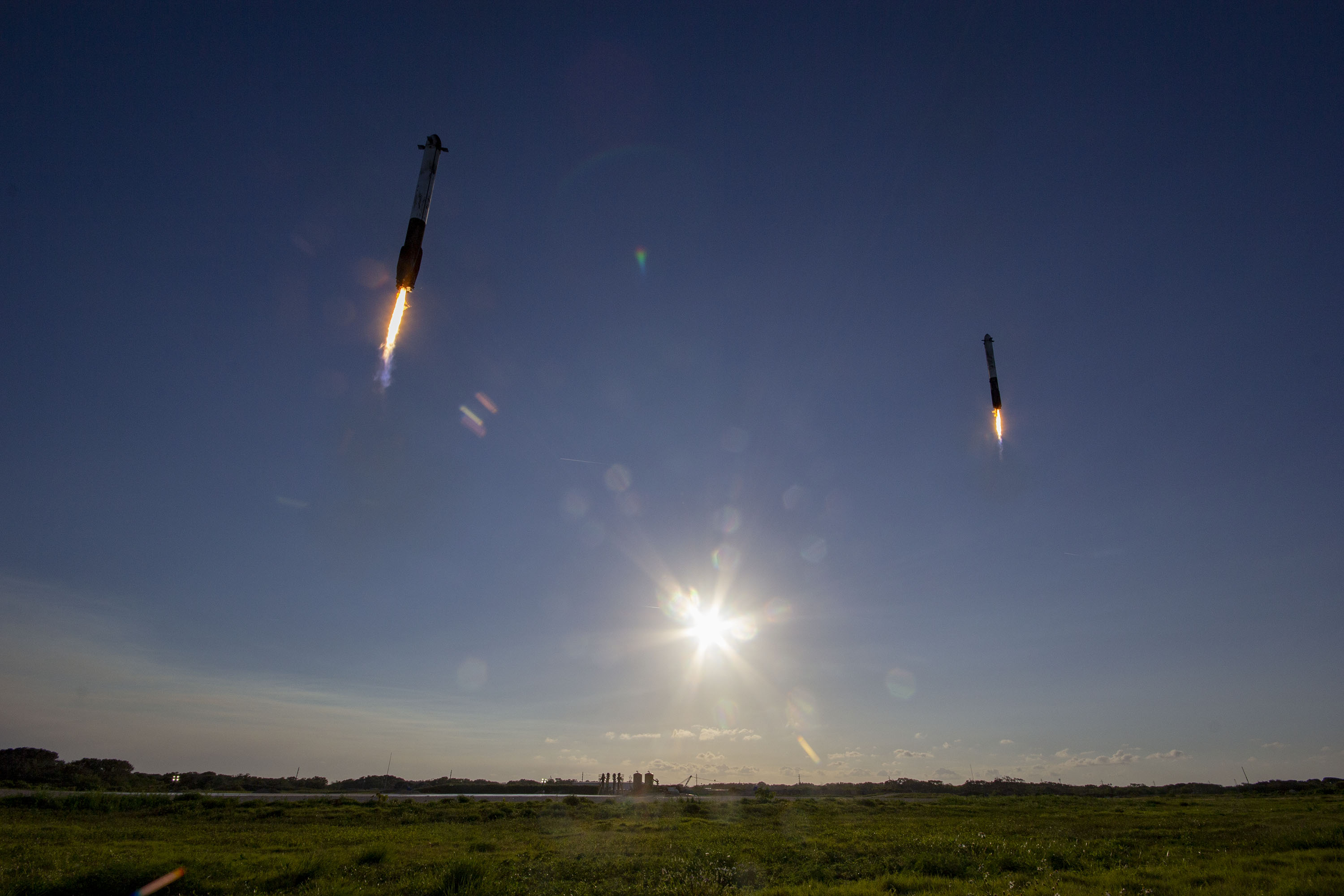
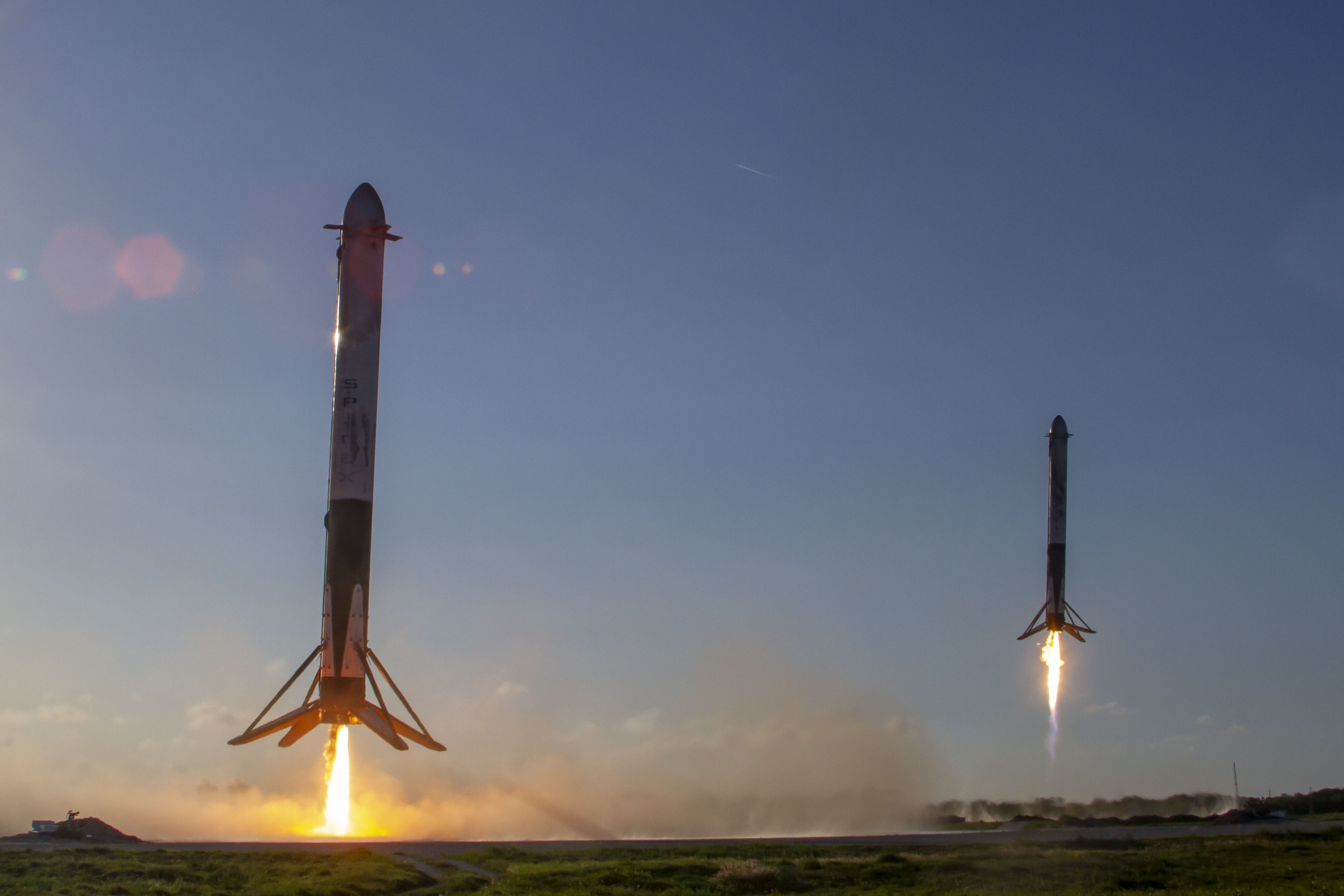